# USS Kilty (DD-137)
USS Kilty (DD–137/APD-15) là một tàu khu trục thuộc lớp Wickes của Hải quân Hoa Kỳ trong giai đoạn Chiến tranh Thế giới thứ nhất, sau được cải biến thành tàu vận chuyển cao tốc APD-15 trong Chiến tranh Thế giới thứ hai. Nó là chiếc tàu chiến duy nhất của Hải quân Hoa Kỳ được đặt tên theo Chuẩn đô đốc Augustus Kilty (1807-1879), người từng phục vụ trong cuộc Nội chiến Hoa Kỳ.

## Thiết kế và chế tạo
Kilty được đặt lườn vào ngày 15 tháng 12 năm 1917 tại Xưởng hải quân Mare Island, Vallejo, California. Nó được hạ thủy vào ngày 25 tháng 4 năm 1918, được đỡ đầu bởi cô Elizabeth Harrison Shapley, và được đưa ra hoạt động vào ngày 17 tháng 12 năm 1918 dưới quyền chỉ huy của Hạm trưởng, Thiếu tá Hải quân Timothy Jerome Keleher.

## Lịch sử hoạt động
Sau chuyến đi chạy thử máy tại vùng biển Caribe và một chuyến đi sang Châu Âu vào mùa Hè năm 1919, Kilty quay trở về San Diego và hoạt động tại đây cho đến khi được cho xuất biên chế vào ngày 5 tháng 6 năm 1922 và được đưa về lực lượng dự bị. Kilty được nhập biên chế trở lại vào ngày 18 tháng 12 năm 1939, và sang tháng 4 năm 1940 bắt đầu tiến hành Tuần tra Trung lập ngoài khơi San Diego. Trong mùa Hè, nó thực hiện các chuyến đi huấn luyện cho quân nhân dự bị, rồi quay lại hoạt động tuần tra vào đầu tháng 9. Chiếc tàu khu trục tiếp tục các hoạt động này cho đến khi Hoa Kỳ tham gia Thế Chiến II. Sau đó, nó thực hiện các cuộc tuần tra chống tàu ngầm, huấn luyện vũ trang cho các tàu buôn, và hộ tống các đoàn tàu vận tải ven biển suốt năm 1942.
Được xếp lại lớp như một tàu vận chuyển cao tốc với ký hiệu lườn APD-15 vào ngày 2 tháng 1 năm 1943, Kilty rời Xưởng hải quân Mare Island vào ngày 2 tháng 3 để đi sang vùng Nam Thái Bình Dương. Sau khi đi đến Noumea vào ngày 8 tháng 4, cùng một tiểu đoàn Biệt kích Thủy quân Lục chiến, nó lên đường ngày 28 tháng 4, hướng đến Guadalcanal trong thành phần hộ tống chống tàu ngầm. Nó thực hiện các chuyến đi tương tự cho đến tháng 6, khi nó chuyển sang tuần tra và hộ tống tại khu vực quần đảo Solomon. Nó đóng vai trò quan trọng trong quá trình chinh phục quần đảo này, đổ bộ binh lính thuộc Sư đoàn Bộ binh 37 lên đảo New Georgia từ ngày 30 tháng 6 đến ngày 4 tháng 7, thực hiện ba chuyến đi tiếp liệu ngược lên "Cái Khe" (eo biển New Georgia) trong tháng 7, và đổ bộ binh lính lên đảo Vella Lavella vào ngày 15 tháng 8.
Kilty tiếp tục hoạt động trong Chiến dịch quần đảo Treasury. Nó thành công trong việc cho đổ bộ lực lượng New Zealand lên đảo Stirling vào ngày 27 tháng 10, cùng một lực lượng Thủy quân Lục chiến lên Bougainville chín ngày sau đó, cho phép Lực lượng Đồng Minh bỏ qua Rabaul. Kilty còn hỗ trợ cho chiến dịch này khi thực hiện thêm ba cuộc đổ bộ khác trước khi quay về Brisbane vào ngày 21 tháng 11. Quay trở lại vịnh Milne vào giữa tháng 12, Kilty chuẩn bị cho việc tấn công lên quần đảo Bismarck. Nó cho đổ bộ các đơn vị của Trung đoàn 7 Thủy quân Lục chiến thực hiện đợt tấn công ban đầu xuống mũi Gloucester, New Britain vào ngày 26 tháng 12. Sau hai cuộc đổ bộ khác tại đây, nó cho đổ bộ lực lượng lên bờ tại Saidor vào ngày 2 tháng 1 năm 1944 để chiếm một sân bay cần thiết cho việc tuần tra và hỗ trợ các hoạt động tại Gloucester. Mục tiêu tiếp theo của nó là đảo Green, nơi nó cho đổ bộ lực lượng trong các ngày 15 và 20 tháng 2 trước khi quay trở về Port Purvis.
Sau cuộc tấn công lên đảo Emirau không gặp kháng cự vào ngày 20 tháng 3, Kilty chuẩn bị cho Chiến dịch Hollandia. Hoàn tất việc đổ bộ lên Aitape vào ngày 22 tháng 4, nó tham gia các cuộc đổ bộ lên New Guinea, bao gồm tại Wakde vào ngày 17 tháng 5 và tại Biak mười ngày sau đó trước khi đi vào vịnh Humboldt ngày 28 tháng 5. Sau một đợt đại tu ngắn tại vịnh Milne, nó đổ bộ binh lính lên mũi Sansopor vào ngày 30 tháng 7 trước khi lên đường đi Sydney. Quay trở lại vịnh Humboldt vào ngày 30 tháng 8, Kilty cho đổ bộ binh lính lên Morotai vào ngày 15 tháng 9, hoàn tất các hoạt động tại khu vực New Guinea. Nó rời Hollandia vào ngày 12 tháng 10, trong thành phần lực lượng tấn công đảo Leyte; cho đổ bộ lực lượng biệt kích lên đảo Dinagat ở lối ra vào vịnh Leyte vào ngày 17 tháng 10 để dọn đường cho cuộc đổ bộ chính trước khi quay trở về Hollandia vào ngày 23 tháng 10.
Trong một chuyến đi khác đến Leyte vào giữa tháng 11, Kilty đã bắn rơi hai máy bay Aichi D3A "Val" trước khi chúng kịp đâm vào các tàu đổ bộ LST. Tiếp tục hoạt động tại khu vực Philippines, nó cho đổ bộ lực lượng vào ngày 15 tháng 12 lên Mindoro, và vào ngày 11 tháng 1 năm 1945 đã hỗ trợ cho cuộc đổ lên Luzon. Nó tiếp tục thực hiện thêm cuộc đổ bộ lên Nasugbu vào ngày 31 tháng 1, và tại Corregidor vào giữa tháng 2 trước khi khởi hành đi Ulithi ngày 25 tháng 2 để đại tu.
Kilty rời Ulithi ngày 2 tháng 4 trong thành phần bảo vệ cho bốn tàu sân bay hộ tống, có nhiệm vụ chuyển máy bay đến các bãi đổ bộ ở Okinawa. Trong tháng 5, nó thực hiện một chuyến đi hộ tống khác từ Saipan đến Okinawa, và vào ngày 4 tháng 5 đã vớt những người sống sót từ tàu khu trục Luce vốn bị máy bay kamikaze đánh chìm. Trong khi Chiến dịch Okinawa đang tiếp diễn, nó khởi hành từ Guam vào ngày  17 tháng 5 và về đến San Diego vào ngày 18 tháng 6 để đại tu. Được xếp lại lớp với ký hiệu lườn ban đầu DD-137 vào ngày 20 tháng 7 năm 1945, Kilty vẫn còn đang trong ụ tàu khi xung đột kết thúc. Chiếc tàu chiến kỳ cựu được cho ngưng hoạt động vào ngày 2 tháng 11 năm 1945, và được bán cho hãng National Metal & Steel Corporation vào ngày 26 tháng 8 năm 1946 để tháo dỡ.

## Phần thưởng
Kilty được tặng thưởng mười Ngôi sao Chiến trận do thành tích phục vụ trong Thế Chiến II.